# 前肛底潛魚
前肛底潛魚為輻鰭魚綱鼬魚目鼬魚亞目隱魚科的其中一種，發現於太平洋的澳洲、日本、菲律賓海域，棲息深度可達79公尺，體長可達17.2公分，為底棲性魚類，棲息在大陸棚。

## 擴展閱讀
維基物種上的相關：前肛底潛魚